# Randers Storcenter
Randers Storcenter er et butikscenter, der er beliggende i Paderup syd for Randers. 
Centrets 29.000 m² rummer 58 specialbutikker og Bilka. Randers Storcenter kalder sig for 'Danmarks hyggeligste indkøbscenter'. Der er 1800 gratis p-pladser ved centret.
Randers Storcenter er opført i 1998 efter tegninger af arkitektfirmaet Stæremose & Isager og bygget op omkring det tidligere OBS!-lavprisvarehus. Det ejes pr. 2024 af Danske Shoppingcentre, men var oprindeligt ejet af Danica Pension og AP Pension, der solgte centret i 2018 for et større trecifret millionbeløb.